# VVV in het seizoen 1962/63
Dit artikel geeft een overzicht van VVV in het seizoen 1962/1963.

## Transfers

### Aangetrokken spelers
| Naam              | Nationaliteit | Vorige club |
| ----------------- | ------------- | ----------- |
| Zomer             |               |             |
| Gert Blum         | Duitsland     | Eigen jeugd |
| Wiel van Elderen  | Nederland     | Eigen jeugd |
| Karel Faasen      | Nederland     | SV Blerick  |
| Herman Geraats    | Nederland     | SC Irene    |
| Willie Heesakkers | Nederland     | PSV         |
| Peter Kepser      | Nederland     | Eigen jeugd |
| Frans Koppers     | Nederland     | IVO         |
| Evert Lafaire     | Nederland     | PSV         |
| Werner Linssen    | Duitsland     | Eigen jeugd |
| Jac Verheijden    | Nederland     | Eigen jeugd |

### Vertrokken spelers
| Naam                | Nationaliteit | Nieuwe club    |
| ------------------- | ------------- | -------------- |
| Zomer               |               |                |
| Frans de Bruin      | Nederland     | Venlosche Boys |
| Jacky Cordang       | Nederland     | SV Blerick     |
| Harrie Duda         | Nederland     | RFC Roermond   |
| Willy Erkens        | Nederland     | Sittardia      |
| Harrie Heijnen      | Nederland     | ADO            |
| Ton van den Hurk    | Nederland     | Sittardia      |
| Dieter Janssen      | Duitsland     | onbekend       |
| Victor Janssen      | Nederland     | RKSV Venlo     |
| Jan van der Meij    | Nederland     | SV Blerick     |
| Cor de Meulemeester | Nederland     | Sittardia      |
| Gijs Nass           | Nederland     | geen (gestopt) |

## Oefenwedstrijden
| № | Datum            | Thuis           | Uit        | Uitslag |
| - | ---------------- | --------------- | ---------- | ------- |
| 1 | 28 juli 1962     | Groot Helden    | VVV        | 0 – 5   |
| 2 | 4 augustus 1962  | SC Bad Neuenahr | VVV        | 4 – 1   |
| 3 | 12 augustus 1962 | Rot-Weiss Essen | VVV        | 8 – 4   |
| 4 | 15 augustus 1962 | N.E.C.          | VVV        | 2 – 1   |
| 5 | 19 augustus 1962 | Wageningen      | VVV        | 2 – 3   |
| 6 | 1 november 1962  | Stade Leuven    | VVV        | 1 – 3   |
| 7 | 16 februari 1963 | SV Blerick      | VVV        | 0 – 2   |
| 8 | 30 maart 1963    | VVV             | SV Blerick | 3 – 0   |

## Eerste divisie
| №  | Datum             | Thuis               | Uit                 | Uitslag |
| -- | ----------------- | ------------------- | ------------------- | ------- |
| 1  | 26 augustus 1962  | Excelsior           | VVV                 | 0 – 6   |
| 2  | 2 september 1962  | VVV                 | Go Ahead            | 2 – 2   |
| 3  | 9 september 1962  | VVV                 | Fortuna Vlaardingen | 1 – 0   |
| 4  | 16 september 1962 | DHC                 | VVV                 | 0 – 0   |
| 5  | 23 september 1962 | VVV                 | SHS                 | 1 – 1   |
| 6  | 30 september 1962 | RBC                 | VVV                 | 5 – 1   |
| 7  | 7 oktober 1962    | VVV                 | Veendam             | 3 – 3   |
| 8  | 21 oktober 1962   | Roda JC             | VVV                 | 1 – 1   |
| 9  | 28 oktober 1962   | VVV                 | Enschedese Boys     | 3 – 4   |
| 10 | 4 november 1962   | DWS                 | VVV                 | 5 – 0   |
| 11 | 18 november 1962  | VVV                 | Velox               | 1 – 2   |
| 12 | 25 november 1962  | Elinkwijk           | VVV                 | 4 – 2   |
| 13 | 2 december 1962   | VVV                 | Limburgia           | 4 – 2   |
| 14 | 23 december 1962  | VVV                 | Sittardia           | 2 – 0   |
| 15 | 26 december 1962  | Eindhoven           | VVV                 | 1 – 1   |
| 16 | 17 maart 1963     | VVV                 | Excelsior           | 1 – 3   |
| 17 | 24 maart 1963     | Go Ahead            | VVV                 | 2 – 0   |
| 18 | 7 april 1963      | Fortuna Vlaardingen | VVV                 | 2 – 2   |
| 19 | 13 april 1963     | VVV                 | DHC                 | 1 – 1   |
| 20 | 21 april 1963     | SHS                 | VVV                 | 2 – 0   |
| 21 | 28 april 1963     | VVV                 | RBC                 | 1 – 1   |
| 22 | 5 mei 1963        | Veendam             | VVV                 | 1 – 2   |
| 23 | 12 mei 1963       | VVV                 | Roda JC             | 0 – 3   |
| 24 | 19 mei 1963       | Enschedese Boys     | VVV                 | 6 – 0   |
| 25 | 23 mei 1963       | VVV                 | DWS                 | 0 – 1   |
| 26 | 26 mei 1963       | Velox               | VVV                 | 1 – 0   |
| 27 | 1 juni 1963       | VVV                 | Elinkwijk           | 2 – 1   |
| 28 | 3 juni 1963       | Limburgia           | VVV                 | 5 – 0   |
| 29 | 9 juni 1963       | VVV                 | Eindhoven           | 2 – 1   |
| 30 | 16 juni 1963      | Sittardia           | VVV                 | 3 – 1   |

## KNVB Beker
Tweede ronde:
| Zondag 16 december 1962, 14:00 | VVV                                                                                       | 6-2 (4-1) | Standaard                   | Opstelling VVV                                                                                                  | Opstelling Standaard                                                                                            |  |
| Stadion: Stadion De Kraal, Venlo Toeschouwers: 500 Arbiter: Coppen | Van den Heuvel 4' Van den Heuvel 12' Van den Heuvel 23' Sleven 26' Koppers 48' Sleven 82' |           | 43' N. van Dijk 59' Bongers | Swinkels, Crompvoets, Steegh, Orval, Lamberts , Schatorjé, Heesakkers, Van den Heuvel, Sleven, Koppers, Lafaire | J. Winkers, J. Muijtjens, Th. Zeegers, Dingena, A. Loomans , Maas, Heutz, Cloos, Bongers, N. van Dijk, P. Pilet |  |
| Stadion: Stadion De Kraal, Venlo Toeschouwers: 500 Arbiter: Coppen |                                                                                           |           |                             | Swinkels, Crompvoets, Steegh, Orval, Lamberts , Schatorjé, Heesakkers, Van den Heuvel, Sleven, Koppers, Lafaire | J. Winkers, J. Muijtjens, Th. Zeegers, Dingena, A. Loomans , Maas, Heutz, Cloos, Bongers, N. van Dijk, P. Pilet |  |
| Stadion: Stadion De Kraal, Venlo Toeschouwers: 500 Arbiter: Coppen |                                                                                           |           |                             | Swinkels, Crompvoets, Steegh, Orval, Lamberts , Schatorjé, Heesakkers, Van den Heuvel, Sleven, Koppers, Lafaire | J. Winkers, J. Muijtjens, Th. Zeegers, Dingena, A. Loomans , Maas, Heutz, Cloos, Bongers, N. van Dijk, P. Pilet |  |
| Bijz.: Standaard speelde in de tweede helft met 10 man verder, nadat Cloos door aanvoerder Loomans uit het veld was weggestuurd. VVV plaatst zich voor de volgende bekerronde. |                                                                                           |           |                             | | |  |

Derde ronde:
| Dinsdag 30 april 1963, 15:00                                      | VVV                                      | 3-0 (1-0) | RBC | Opstelling VVV | Opstelling RBC |  |
| Stadion: Stadion De Kraal, Venlo Toeschouwers: 2.500 Arbiter: Bom | Sleven 42' Sleven 62' Van den Heuvel 89' |           |     | Schroemges, Crompvoets, J. Teeuwen, Geraats, Lamberts , Orval, Lafaire, Van den Heuvel, Sleven, Slaats, Schatorjé | Van Osta, Hendrikx, Van Hal, Vermunt, Cools , Van de Ven, Roks, Van Zantvliet, Bruijninckx, Van den Boom, Matthijssen |  |
| Stadion: Stadion De Kraal, Venlo Toeschouwers: 2.500 Arbiter: Bom |                                          |           |     | Schroemges, Crompvoets, J. Teeuwen, Geraats, Lamberts , Orval, Lafaire, Van den Heuvel, Sleven, Slaats, Schatorjé | Van Osta, Hendrikx, Van Hal, Vermunt, Cools , Van de Ven, Roks, Van Zantvliet, Bruijninckx, Van den Boom, Matthijssen |  |
| Stadion: Stadion De Kraal, Venlo Toeschouwers: 2.500 Arbiter: Bom |                                          |           |     | Schroemges, Crompvoets, J. Teeuwen, Geraats, Lamberts , Orval, Lafaire, Van den Heuvel, Sleven, Slaats, Schatorjé | Van Osta, Hendrikx, Van Hal, Vermunt, Cools , Van de Ven, Roks, Van Zantvliet, Bruijninckx, Van den Boom, Matthijssen |  |
| Bijz.: VVV plaatst zich voor de volgende bekerronde.              |                                          |           |     | | |  |

Achtste finale:
| Donderdag 16 mei 1963, 19:30                                                   | SC Enschede                                     | 4-2 (3-1) | VVV                   | Opstelling SC Enschede                                                                                 | Opstelling VVV                                                                                                  |  |
| Stadion: Stadion Het Diekman, Enschede Toeschouwers: 600 Arbiter: Van den Berg | Visser 3' Rahn 27' Visser 35' Ten Donkelaar 51' |           | 37' Sleven 59' Slaats | Koers, Van der Wel, Kalter, Plageman, Ter Beek, Vondeling, Wiggers, Nemes, Visser, Ten Donkelaar, Rahn | Schroemges, Crompvoets, J. Teeuwen, Geraats, Lamberts , Orval, Lafaire, W. Teeuwen, Sleven, Slaats, Van Elderen |  |
| Stadion: Stadion Het Diekman, Enschede Toeschouwers: 600 Arbiter: Van den Berg |                                                 |           |                       | Koers, Van der Wel, Kalter, Plageman, Ter Beek, Vondeling, Wiggers, Nemes, Visser, Ten Donkelaar, Rahn | Schroemges, Crompvoets, J. Teeuwen, Geraats, Lamberts , Orval, Lafaire, W. Teeuwen, Sleven, Slaats, Van Elderen |  |
| Stadion: Stadion Het Diekman, Enschede Toeschouwers: 600 Arbiter: Van den Berg |                                                 |           |                       | Koers, Van der Wel, Kalter, Plageman, Ter Beek, Vondeling, Wiggers, Nemes, Visser, Ten Donkelaar, Rahn | Schroemges, Crompvoets, J. Teeuwen, Geraats, Lamberts , Orval, Lafaire, W. Teeuwen, Sleven, Slaats, Van Elderen |  |
| Bijz.: VVV uitgeschakeld.                                                      |                                                 |           |                       | | |  |

## Statistieken
| №           | Naam               | Geboren    | Competitie | Competitie | Beker | Beker |      |      |      |      |
| №           | Naam               | Geboren    | Duels      | Goals      | Duels | Goals |      |      |      |      |
| Doel        | Doel               | Doel       | Doel       | Doel       | Doel  | Doel  | Doel | Doel | Doel | Doel |
| ----------- | ------------------ | ---------- | ---------- | ---------- | ----- | ----- | ---- | ---- | ---- | ---- |
|             | Karel Faasen       | 13-11-1937 | 0          | 0          | 0     | 0     |      |      |      |      |
|             | Piet Schroemges    | 15-07-1939 | 15         | 0          | 2     | 0     |      |      |      |      |
|             | Frans Swinkels     | 02-11-1931 | 18         | 0          | 1     | 0     |      |      |      |      |
| Verdediging |                    |            |            |            |       |       |      |      |      |      |
|             | Harry Crompvoets   | 14-10-1940 | 25         | 0          | 3     | 0     |      |      |      |      |
|             | Wiel van Elderen   | 16-04-1942 | 6          | 0          | 1     | 0     |      |      |      |      |
|             | Herman Geraats     | 03-03-1934 | 18         | 0          | 2     | 0     |      |      |      |      |
|             | Harrie Steegh      | 26-02-1934 | 21         | 1          | 1     | 0     |      |      |      |      |
|             | Jan Teeuwen        | 25-01-1937 | 17         | 0          | 2     | 0     |      |      |      |      |
| Middenveld  |                    |            |            |            |       |       |      |      |      |      |
|             | Theo Appeldoorn    | 04-09-1943 | 5          | 0          | 0     | 0     |      |      |      |      |
|             | Hay Lamberts       | 28-03-1934 | 26         | 0          | 3     | 0     |      |      |      |      |
|             | André Orval        | 04-08-1940 | 21         | 1          | 3     | 0     |      |      |      |      |
|             | Jan Schatorjé      | 18-04-1929 | 25         | 1          | 2     | 0     |      |      |      |      |
| Aanval      |                    |            |            |            |       |       |      |      |      |      |
|             | Gert Blum          | onbekend   | 3          | 0          | 0     | 0     |      |      |      |      |
|             | Willie Heesakkers  | 01-02-1938 | 21         | 2          | 1     | 0     |      |      |      |      |
|             | Jan van den Heuvel | 06-07-1935 | 28         | 15         | 2     | 4     |      |      |      |      |
|             | Peter Kepser       | 28-07-1944 | 1          | 0          | 0     | 0     |      |      |      |      |
|             | Frans Koppers      | 28-04-1941 | 17         | 0          | 1     | 1     |      |      |      |      |
|             | Evert Lafaire      | 26-01-1941 | 19         | 0          | 3     | 0     |      |      |      |      |
|             | Werner Linssen     | onbekend   | 1          | 0          | 0     | 0     |      |      |      |      |
|             | Bennie Slaats      | 18-05-1942 | 14         | 0          | 2     | 1     |      |      |      |      |
|             | Hans Sleven        | 06-11-1936 | 28         | 15         | 3     | 5     |      |      |      |      |
|             | Wiel Teeuwen       | 09-03-1938 | 2          | 0          | 1     | 0     |      |      |      |      |
|             | Jac Verheijden     | 10-09-1941 | 9          | 3          | 0     | 0     |      |      |      |      |

DHC ·
DWS ·
Elinkwijk ·
Enschedese Boys ·
Eindhoven ·
Excelsior ·
Fortuna ·
Go Ahead ·
Limburgia ·
RBC ·
Roda JC ·
SHS ·
Sittardia ·
Veendam ·
Velox ·
VVV